# Tāki
Tāki är en ort i Indien.   Den ligger i distriktet North 24 Parganas och delstaten Västbengalen, i den östra delen av landet, 1 400 km sydost om huvudstaden New Delhi. Tāki ligger 10 meter över havet och antalet invånare är 40 113.
Terrängen runt Tāki är mycket platt. Runt Tāki är det tätbefolkat, med 819 invånare per kvadratkilometer. Närmaste större samhälle är Basīrhat, 11,3 km nordväst om Tāki. Trakten runt Tāki består till största delen av jordbruksmark.

## Kommentarer

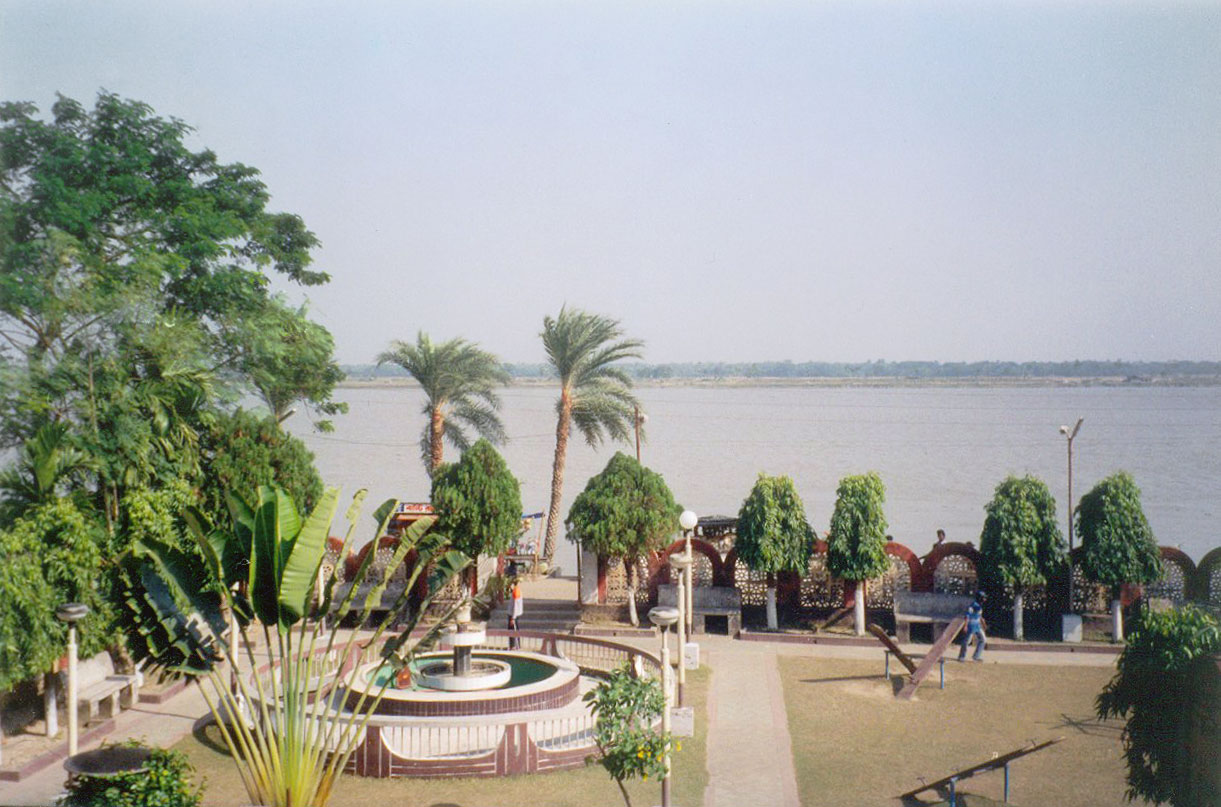
Ichamati
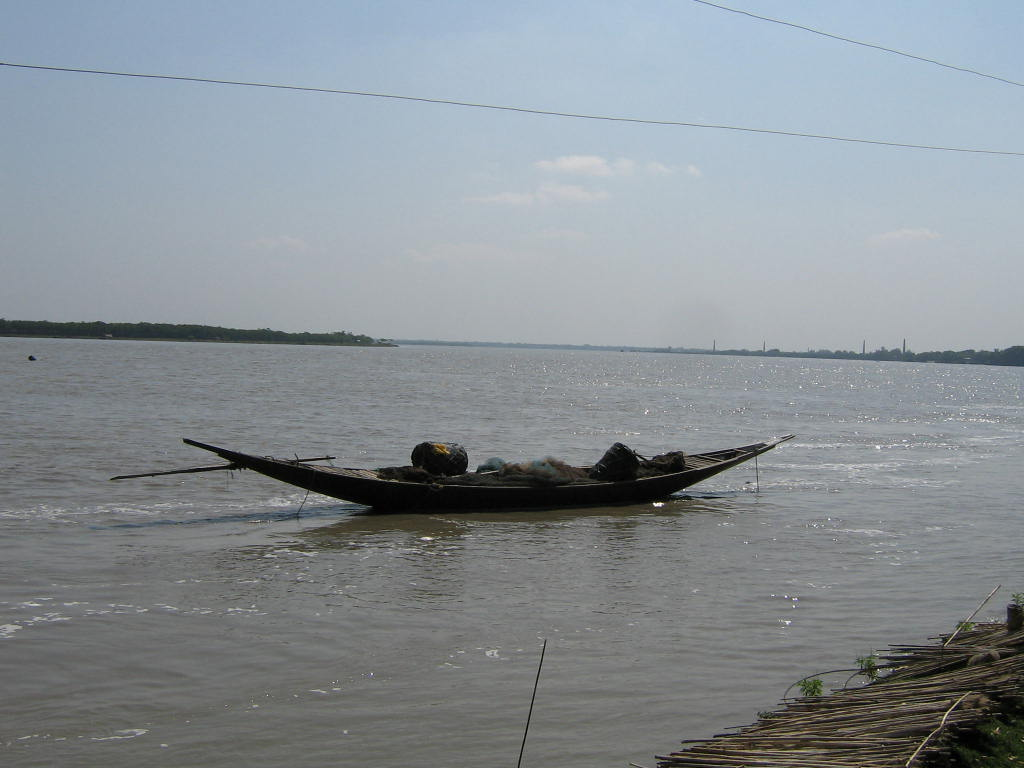
Ichhamati
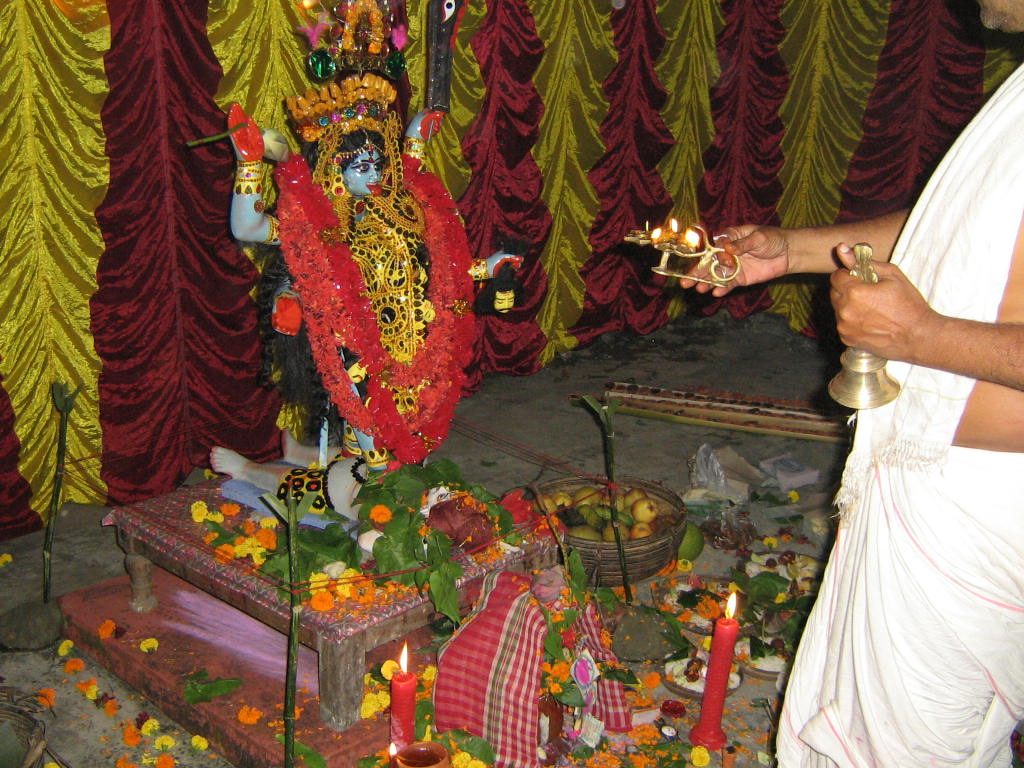
Kali Puja